# Angol festők listája
Az alábbi lista az angol-brit festőművészeket sorolja fel.
| Ábécé szerinti tartalomjegyzék                                                                           |
| --- |
| A, Á B C Cs D Dz Dzs E, É F G Gy H I, Í J K L Ly M N Ny O, Ó Ö, Ő P Q R S Sz T Ty U, Ú Ü, Ű V W X Y Z Zs |

## Festők ábécé sorrendben

### A
- Sophie Gengembre Anderson (1823–1903), angol festő

### B

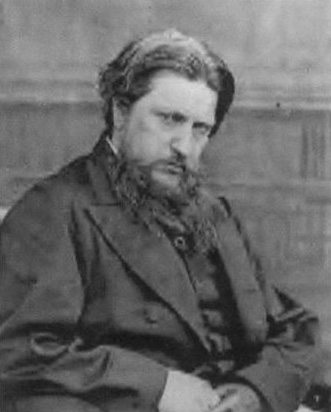
Ford Madox Brown

- Francis Bacon (1909–1992), brit képzőművész
- James Barry (1741–1806), brit festő
- James Baynes (1766–1837), angol akvarellista
- Thomas Mann Baynes (1794–1854), angol akvarellista
- William Blake (1757–1827), angol festő, költő
- Richard Parkes Bonington (1802–1828), angol
- Cecily Brown (1969–) angol festő, művészettörténész
- Glenn Brown (1966–) angol
- Ford Madox Brown (1821–1893) angol festőművész
- Edward Burne-Jones (1833 – 1898) angol festőművész, iparművész

### C
- John Constable (1776–1837), angol festő
- Philip Corbet (1801–1877), angol portréfestő

### E
- Alfred East (1849–1913), brit festő

### F
- Földes Péter Mihály (1923–1977), magyar-brit animációsfilm-rendező, festő

### G
- Thomas Gainsborough (1727–1788), angol festő
- Thomas Gambier Parry (1816–1888), angol festő
- John William Godward (1861–1922), angol festő

### H

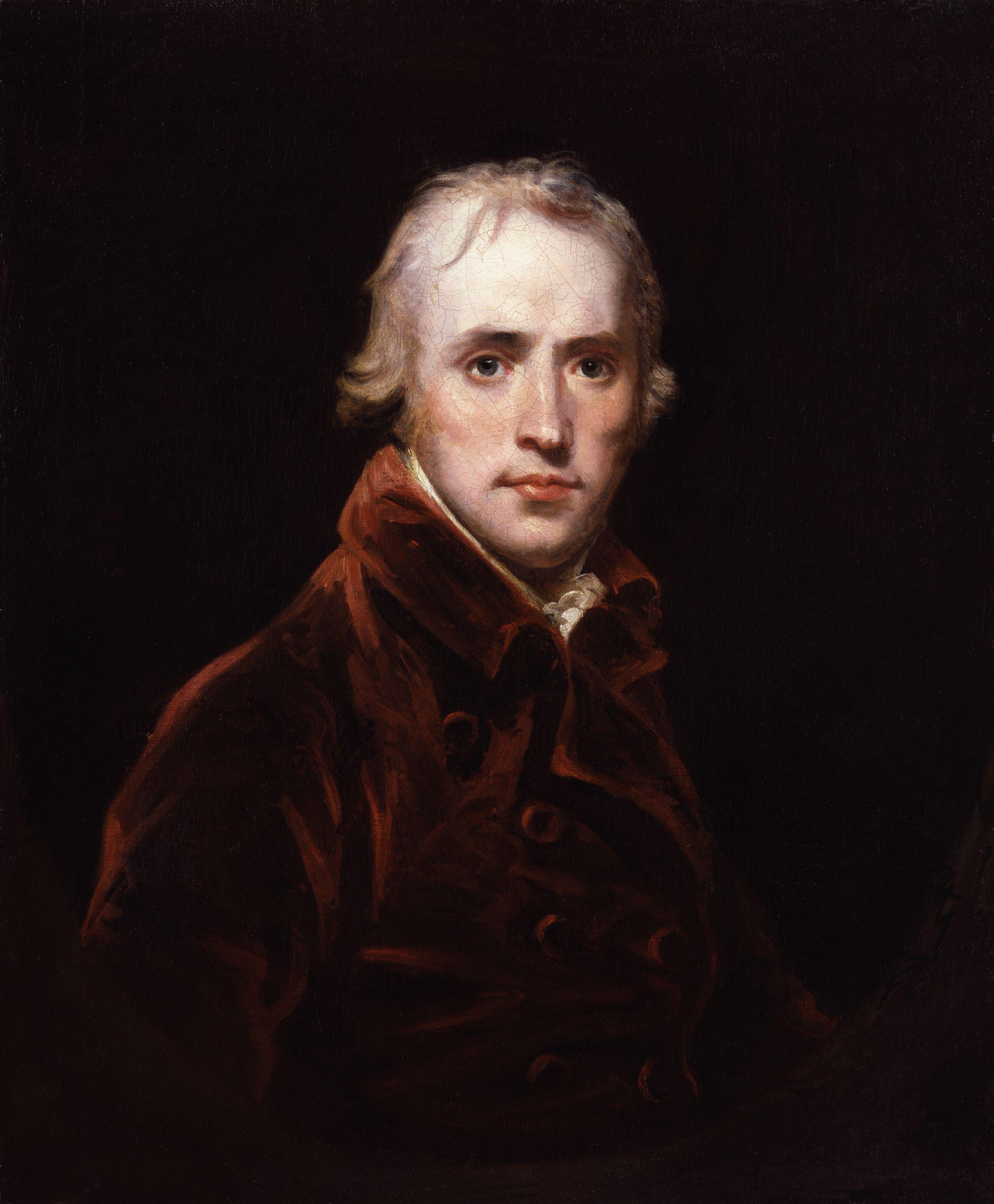
John Hoppner: Önarckép (1800 körül)

- Hubert von Herkomer (1849–1914), német-angol festő
- Patrick Heron (1920–1999),  brit festő, textiltervező
- Nicholas Hilliard (1547–1619), angol festő
- Prince Hoare, (1755–1834), angol festő
- William Hoare, (kb. 1707–1792), angol festő
- David Hockney, (1937–), angol festő
- William Hogarth, (1697–1764) , angol festő
- John Hoppner, 1758 - 1810), angol festő

### J
- Augustus John, (1878–1961), angol festő
- Gwen John, (1876–1939), angol művész
- Inigo Jones (1573–1652), angol festő

### L
- Sir Thomas Lawrence (1769–1830), angol festő
- Frederic Leighton (1830–1896), angol festő
- John Linnell (1792–1873), angol festő

### M
- Charles Rennie Mackintosh (1868–1928), skót építész, akvarell festő
- Conroy Maddox (1912–2005), brit szürrealista festő
- John Maggs (1819–1896), angol festő
- Bruce McLean, brit szobrász, festő
- Arthur Melville (1858–1904), brit festő
- David Morier (1705 körül–1770), svájci-angol festő
- Mary Moser (1744–1819), angol festő
- Georg Muche (1895–1987), német festő
- Otto Mueller (1874–1930), roma származású, németországi expresszionista festő.

### O
- Isaac Oliver (1560–1617), angol festő

### P
- Tom Phillips (1937–), brit festő

### R
- Dorning Rasbotham (1730–1791), angol festő, író
- Sir Joshua Reynolds (1723–1792), angol arcképfestő
- George Romney (1734–1802), angol festő
- Thomas Rowlandson (1756–1827), angol festő

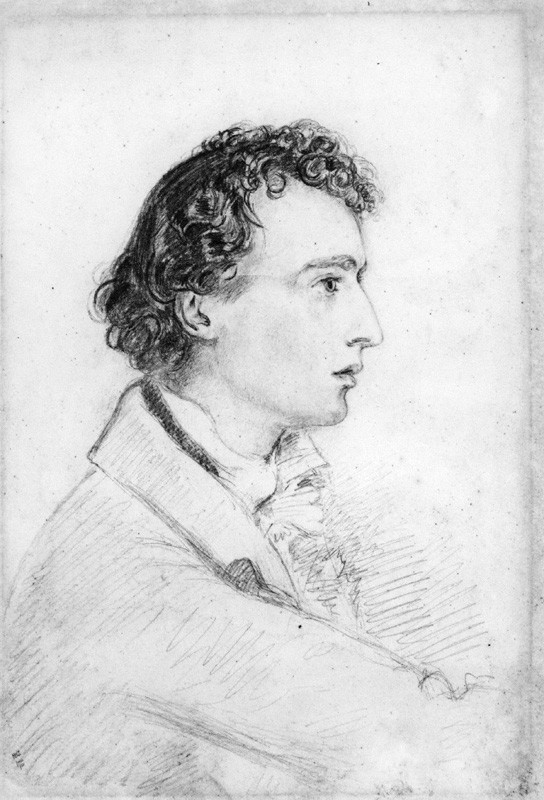
Joseph Severn: Önarckép

### S
- Jenny Saville (1970–), angol festő
- William Segar  (1564–1633), angol festő
- Joseph Severn, (1793–1879), angol festő
- Alfred Sisley (1839–1899), angol festő
- Matthew Smith (1879–1959), angol festő
- Austin Osman Spare, (1886–1956), angol festő és misztikus

### T
- William Turner (1775–1851), angol festő

### W
- Alfred Wallis (1855–1942), angol festő
- Henry Wallis (1830–1916), angol festő
- Richard Wilson, (1713–1782), walesi tájképfestő
- David Wilkie, (1795–1841), skót festő
- Christopher Wood,  (1962–), skót festő
- Robert W. Wood, (1889–1979), amerikai egyesült államokbeli angol születésű festő